# Heike Schroetter
Heike Schroetter (Ribnitz-Damgarten, 19 gennaio 1956) è un'attrice, doppiatrice e scrittrice tedesca.

## Biografia
Frequenta, tra il 1972 e il 1975, l'Accademia di Musica e Teatro di Rostock. Dal 1983 è attiva nel campo del doppiaggio: tra le tante attrici, ha prestato la voce a Kristie Alley, Sharon Stone, Brigitte Nielsen e Kim Cattrall. Dall'ottobre 2007 al dicembre 2008 è Marianne Becker nella soap opera di ZDF La strada per la felicità. Nel febbraio 2009 è reintegrata nel cast come guest star.
Nel dicembre 2007 ha pubblicato la sua autobiografia dal titolo Sehnsucht nach Paris (in italiano Nostalgia di Parigi), in cui descrive la fuga dalla Germania dell'Est avvenuta nel 1981 e il conseguente arresto per tentata emigrazione illegale.

## Filmografia

### Cinema
- Addio, piccola mia, regia di Lothar Warneke (1979)
- Kokain - Das Tagebuch der Inga L., regia di Günter Schlesinger e Rubin Sharon (1986)
- Fatherland, regia di Ken Loach (1986)
- Goldjunge, regia di Sven Severin (1988)
- Deutschfieber, regia di Niklaus Schilling (1992)
- TKKG 10 - Panik im Internat (2002)
- 2weistein (2008)
- Frischluft-Therapie, regia di Christoph Scheermann (2009)

### Televisione
- Schöne Aussichten, regia di Peter Hill (1982)
- Polizeiruf 110 – serie TV, episodi 8x02-11x06-12x03 (1978-1982)
- Treffpunkt Leipzig, regia di Jürgen Klauß (1985)
- Wolff - Un poliziotto a Berlino (Wolffs Revier) – serie TV, episodio 1x14 (1993)
- Mona M. - Mit den Waffen einer Frau – serie TV, episodio 1x07 (1996)
- Alphateam - Die Lebensretter im OP – serie TV, episodi 2x24-3x07 (1998)
- Hallo, Onkel Doc! – serie TV, 75 episodi (1994-1998)
- Im Namen des Gesetzes – serie TV, episodio 4x13 (1999)
- Achterbahn – serie TV, episodio 8x02 (2000)
- La nostra amica Robbie (Hallo Robbie!) – serie TV, episodio 1x05 (2002)
- Edel & Starck – serie TV, episodio 1x04 (2002)
- Schulmädchen – serie TV, episodi 1x01-2x01-2x06 (2004-2005)
- Wen die Liebe trifft..., regia di Dagmar Damek (2005)
- Schloss Einstein – serie TV, episodio 1x439 (2007)
- Verliebt in Berlin – serial TV (2007)
- Il nostro amico Charly (Unser Charly) – serie TV, 5 episodi (2001-2008)
- La strada per la felicità (Wege zum Glück) – serial TV, 273 puntate (2007-2008, 2009)
- Pfarrer Braun – serie TV, episodio 8x02 (2010)

## Doppiaggio
- Melissa McBride in The Walking Dead